# داچا

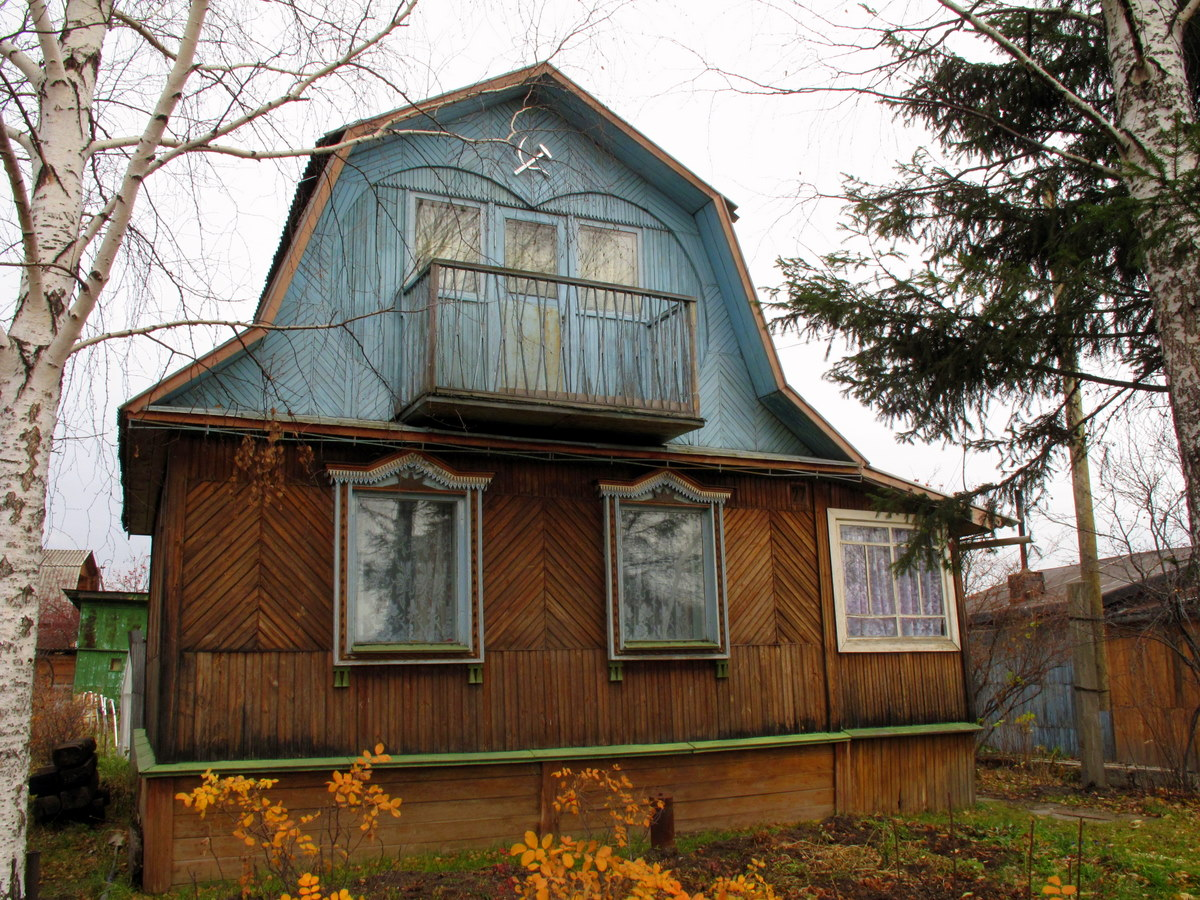
یک داچای معمول از دوران شوروی

داچا (بلاروسی، اوکراینی و روسی: дача؛ IPA: [ˈdatɕə] () یک خانهٔ ثانوی فصلی یا تمام‌سال است که معمولاً در حومهٔ شهرهای کشورهای پساشوروی قرار دارد. یک کلبه (коттедж) یا آلونک که به‌عنوان تنها خانه یا خانهٔ اصلی خانواده استفاده می‌شود، یا یک ساختمان بیرونی، داچا در نظر گرفته نمی‌شود، هرچند اخیراً برخی از داچاها به اقامت‌گاه‌های تمام‌سال تبدیل شده‌اند.
اسم «داچا» که از فعل «داوات» (دادن) می‌آید، در اصل به زمینی اشاره داشت که تزار به اشراف خود اختصاص داده بود؛ و در واقع، داچا در دوران شوروی شبیه به زمین‌های اختصاص داده شده در برخی از کشورهای غربی است - قطعه زمینی که معمولاً رایگان بود و توسط دولت محلی برای باغبانی یا پرورش سبزیجات برای مصرف شخصی به شهروندان اختصاص داده می‌شد. با گذشت زمان، نام زمین به ساختمانی که روی آن قرار داشت، اطلاق شد. در برخی موارد، مالکان، از داچاهای خود را برای بخشی از سال استفاده می‌کنند و آنها را به عنوان اقامتگاه تابستانی به ساکنان شهری اجاره می‌دهند. افرادی که در داچاها زندگی می‌کنند، به‌طور عامیانه داچنیکی (дачники) نامیده می‌شوند. این اصطلاح معمولاً نه تنها به ساکنان داچاها، بلکه به یک سبک زندگی متمایز نیز اشاره دارد. اغلب گفته می‌شود که این اصطلاح روسی معادل دقیقی در انگلیسی ندارد.
داچاها در روسیه رایج هستند و همچنین در بیشتر مناطق اتحاد جماهیر شوروی سابق و برخی از کشورهای بلوک شرق سابق گسترده شده‌اند. نظرسنجی‌ها در سال‌های ۱۹۹۳–۱۹۹۴ نشان می‌دهد که حدود ۲۵٪ از خانواده‌های روسی که در شهرهای بزرگ زندگی می‌کنند، داچا داشته‌اند. بیشتر داچاها در کلنی‌های داچاها و قطعات باغی در نزدیکی شهرهای بزرگ قرار دارند. این خوشه‌ها از دوران شوروی وجود داشته‌اند و شامل قطعات زمین کوچک متعددی هستند. آن‌ها در ابتدا فقط به عنوان استراحتگاه‌های تفریحی ساکنان شهر و برای پرورش باغ‌های کوچک برای غذا در نظر گرفته شده بودند.
داچاها در ابتدا املاک کوچک روستایی بودند که به عنوان هدیه از سوی تزار داده می‌شدند و از آن زمان تا به امروز در بین طبقات بالا و متوسط روسیه محبوب بوده‌اند. در دوران شوروی، بسیاری از داچاها متعلق به دولت بودند و به مردم داده می‌شدند. دولت فدراسیون روسیه همچنان مالک داچاهای دولتی یا گوسداچا (gosdacha) است که مورد استفادهٔ رئیس‌جمهور و سایر مقامات دولتی قرار می‌گیرد. داچاها در اتحاد جماهیر شوروی بسیار محبوب بودند.
مقررات در دوران شوروی به شدت اندازه و نوع ساختمان‌های داچایی را برای مردم عادی محدود می‌کرد. در دوره دهه ۱۹۶۰ تا ۱۹۸۵، محدودیت‌های قانونی به ویژه سختگیرانه بودند: فقط خانه‌های تابستانی یک-طبقه بدون گرمایش دائمی و با مساحت مسکونی کمتر از ۲۵ متر مربع (۲۶۹ فوت مربع) و تنها به‌عنوان مسکن دوم مجاز بودند (اگرچه داچاهای قدیمی‌تر که این الزامات را برآورده نمی‌کردند، همچنان وجود داشتند). در دهه ۱۹۸۰، برنامه‌ریزان قوانین را آسان‌تر کردند و از سال ۱۹۹۰ همه این محدودیت‌ها حذف شدند. از سال ۲۰۱۹، حدود ۶۲٪ از روس‌ها در تابستان از داچاها دیدن می‌کنند.

## تاریخچه

### خاستگاه‌ها

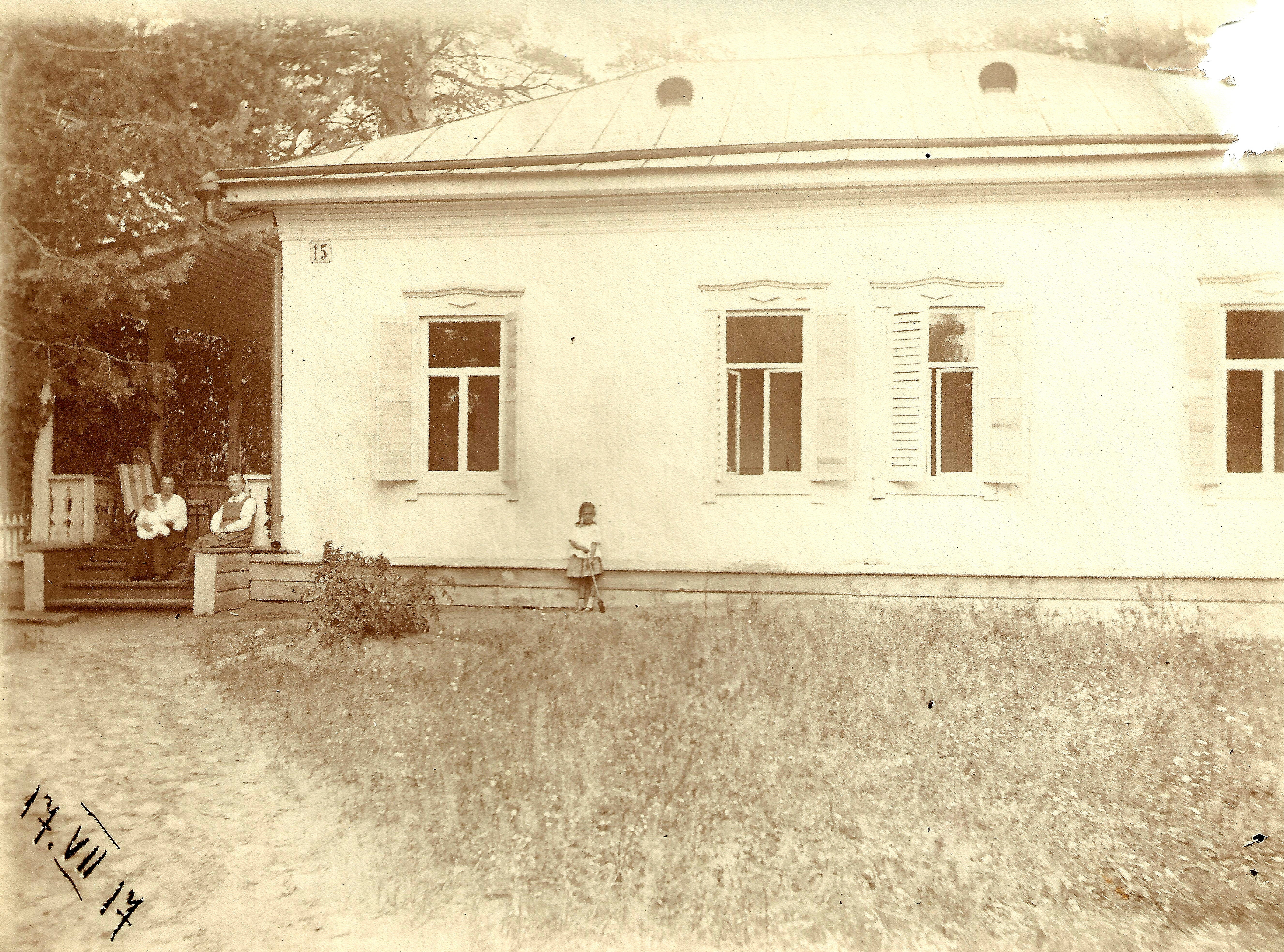
یک داچا در نزدیکی مسکو، ۱۹۱۷

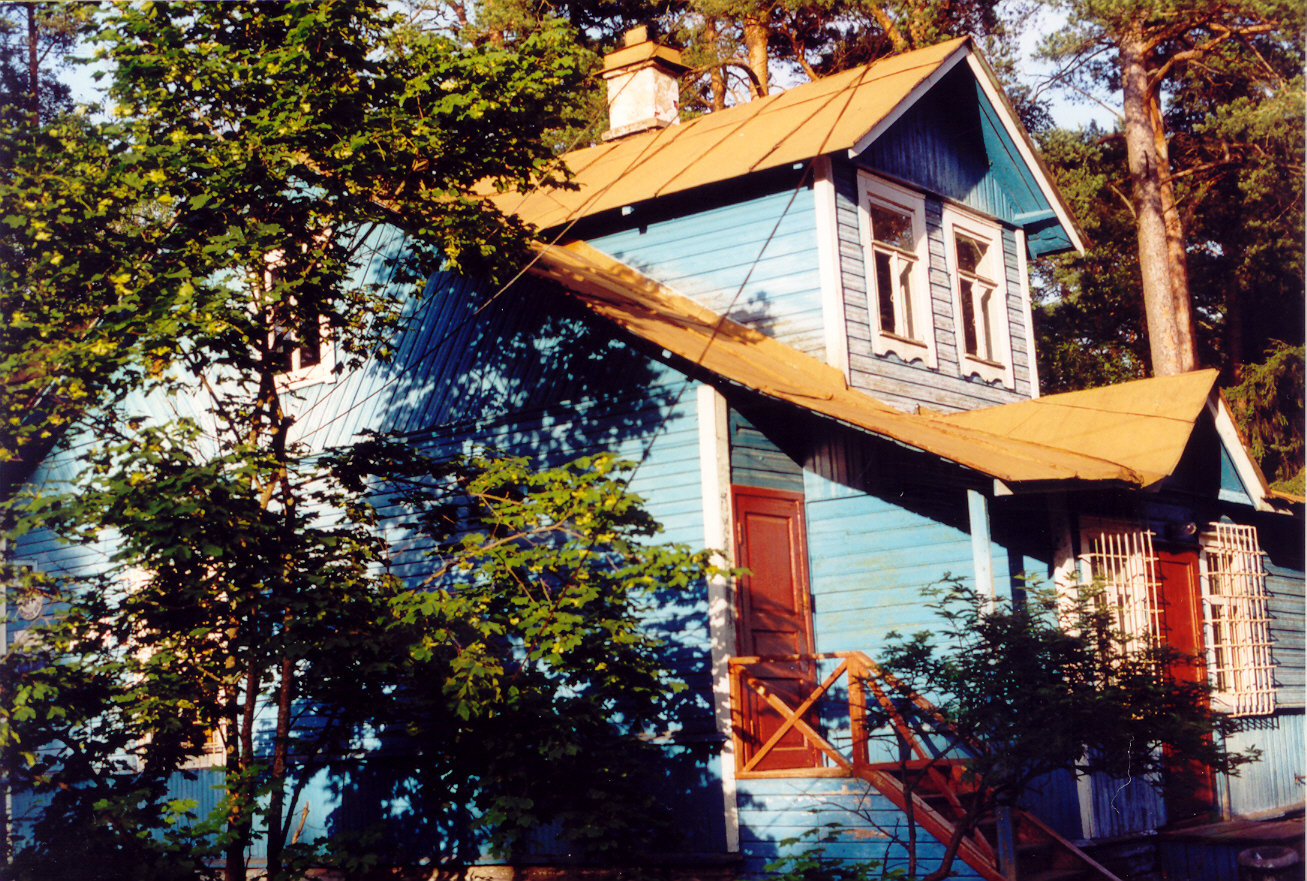
یک داچای قدیمی در نزدیکی سن پترزبورگ

اولین داچاها در روسیه در قرن هفدهم میلادی پدیدار شدند و در ابتدا به املاک کوچکی در کشور اشاره داشتند که توسط تزار به واسالها داده می‌شد. در زبان روسی باستان، کلمه داچا به معنای چیزی داده‌شده است که از فعل «дать [dat]» به معنای «دادن» گرفته شده است. در عصر روشنگری، اشراف روسیه از داچاهای خود برای گردهمایی‌های اجتماعی و فرهنگی استفاده می‌کردند که معمولاً با رقص بالماسکه و نمایش‌های آتش‌بازی همراه بود. ورود انقلاب صنعتی به روسیه باعث رشد سریع جمعیت شهری شد و ساکنان ثروتمند شهرها به‌طور فزاینده‌ای تمایل داشتند حداقل به‌طور موقت از شهرهای بسیار آلوده فرار کنند.
در پایان قرن نوزدهم، داچا به یک پناهگاه تابستانی مورد علاقه برای طبقات بالا و متوسط جامعه روسیه تبدیل شد. در دوران تزاری، داچاها معمولاً دارای باغ‌های تفریحی بودند، اما زیاد برای کشت مواد غذایی استفاده نمی‌شدند. ماکسیم گورکی رمان کوتاهی با عنوان داچنیکی (۱۸۸۵) نوشت، دربارهٔ ساکنان شهر که تازه ازدواج کرده بودند و زندگی تابستانی «ساده‌ای» با پیاده‌روی در حومه شهر داشتند.

### اتحاد جماهیر شوروی
پس از انقلاب روسیه، اکثر داچاها ملی شدند. برخی از آن‌ها به خانه‌هایی برای تعطیلات کارگران کارخانه تبدیل شدند، در حالی که برخی دیگر، که معمولاً کیفیت بهتری داشتند، بین مأموران برجسته حزب کمونیست و نخبگان فرهنگی و علمی نوظهور توزیع شدند. همه داچاها به جز چند داچا، متعلق به دولت باقی ماندند و حق استفاده از آنها معمولاً زمانی که ساکن داچا برکنار می‌شد یا از نظر حاکمان دولت مورد بی‌مهری قرار می‌گرفت، لغو می‌شد. ساخت داچاهای جدید نیاز به اجازه مقامات ارشد داشت و در سال‌های اولیه اتحاد جماهیر شوروی به ندرت اعطا می‌شد. رهبران ارشد شوروی همگی داچاهای خود را داشتند و داچای مورد علاقه جوزف استالین در گاگرا، آبخازیا قرار داشت.

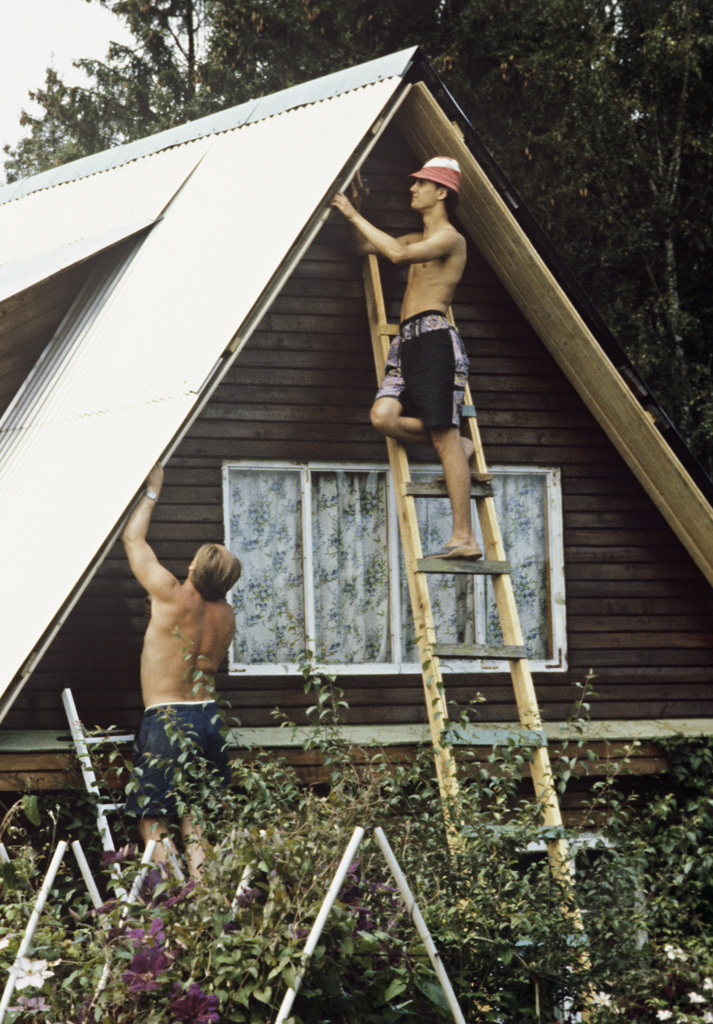
ورق‌بست کردن یک خانه روستایی در یک داچای اشتراکی در حومه مسکو، ژوئیه ۱۹۹۳

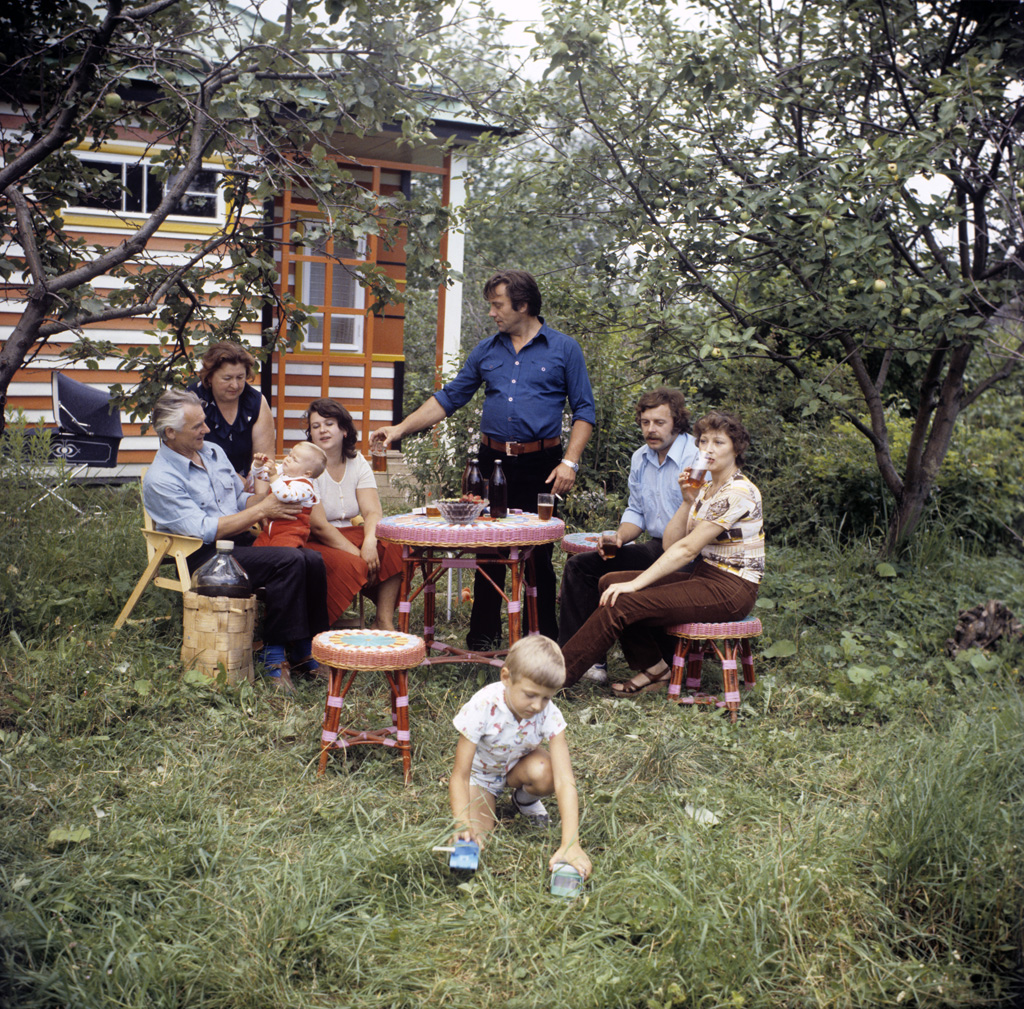
خانوادهٔ یکی از کارگران کارخانهٔ کراسنی خیمیک در لنینگراد در داچای خود، ژوئیه ۱۹۸۱

دوره پس از جنگ جهانی دوم شاهد رشد متوسطی در توسعه داچاها بود. از آنجایی که هیچ قانون مشخصی برای ممنوعیت ساخت داچاها وجود نداشت، مردم شروع به تصرف زمین‌های بلااستفاده در نزدیکی شهرها و شهرستان‌ها، پرورش باغ‌ها و ساخت آلونک‌ها، کلبه‌هایی کردند که به عنوان داچا عمل می‌کردند. با گذشت زمان، تعداد متصرفان غیرقانونی افزایش یافت و دولت چاره‌ای جز به رسمیت شناختن رسمی حق آنها برای کشاورزی غیرحرفه‌ای نداشت.

### پسا-شوروی
در دهه ۱۹۹۰، بیکاری زیادی در روسیه و دیگر کشورهای پس از فروپاشی شوروی وجود داشت و حقوق کارگران در کارخانه‌ها و مؤسسات تحقیقاتی که هنوز فعالیت داشتند، گاهی اوقات برای ماه‌ها پرداخت نمی‌شد. در این دوران سخت، سیب‌زمینی‌هایی که در باغچه‌ها کشت می‌شدند، بسیاری از مردم را از گرسنگی نجات دادند و میوه‌ها و انواع توت‌ها به جلوگیری از کمبود ویتامین کمک کردند.

## داچاهای باغی

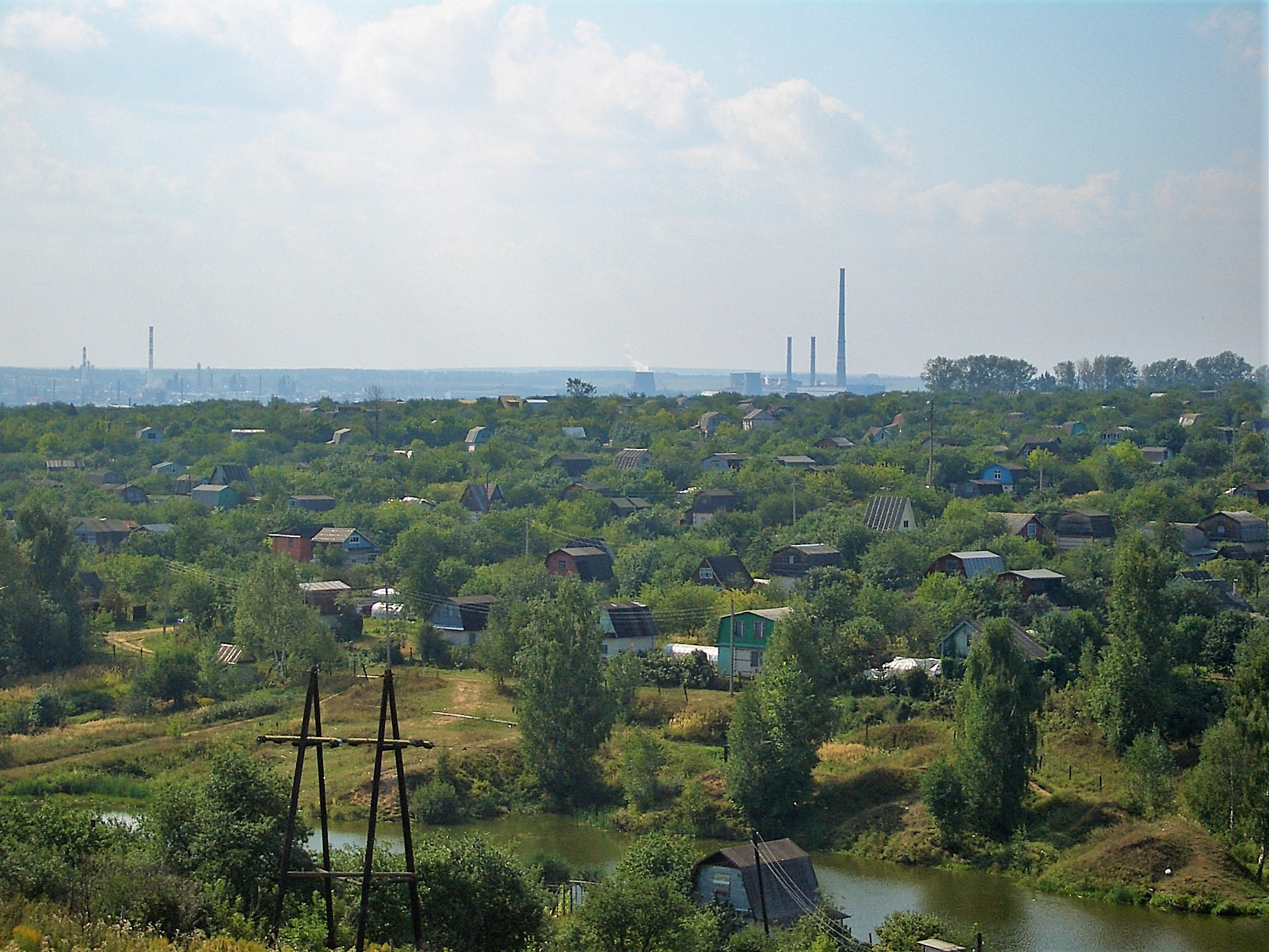
یکی از مناطق مسکونی برای داچاها در نزدیکی کستوفو، استان نیژنی نووگورود

قطعات زمین داچاها معمولاً مساحتی بیش از ۶۰۰ متر مربع (۶٬۵۰۰ فوت مربع) ندارند، در برخی موارد بیش از ۱٬۲۰۰ یا ۱٬۵۰۰ متر مربع (۱۳٬۰۰۰ یا ۱۶٬۰۰۰ فوت مربع)، اما تقریباً هرگز به ۰٫۹۶ هکتار (۲٫۴ جریب فرنگی) نمی‌رسد. بنابرین آنها برای پرورش مقادیر زیاد میوه و سبزیجات بسیار کوچک هستند، به‌همین‌دلیل گاهی اوقات پرورش میوه و سبزیجات را در قطعات زمین اختصاصی جداگانه‌ای در نزدیکی داچا پرورش می‌دهند. در زمان شوروی و گاهی اوقات در زمان فعلی نیز، چنین قطعات زمین اختصاصی اغلب از بخش‌های بلااستفاده مزارع کشاورزی متعلق به مزارع اشتراکی ساخته می‌شدند. بسیاری از قطعات کوچک داچایی، به ویژه آنهایی که اخیراً خریداری شده‌اند، برای کشت میوه و سبزیجات در مقیاس بزرگ استفاده نمی‌شوند. در عوض، از آنها اغلب برای باغبانی و کاشت گیاهان نادر استفاده می‌شود.

## داچاهای ممتاز

### گوسداچاها

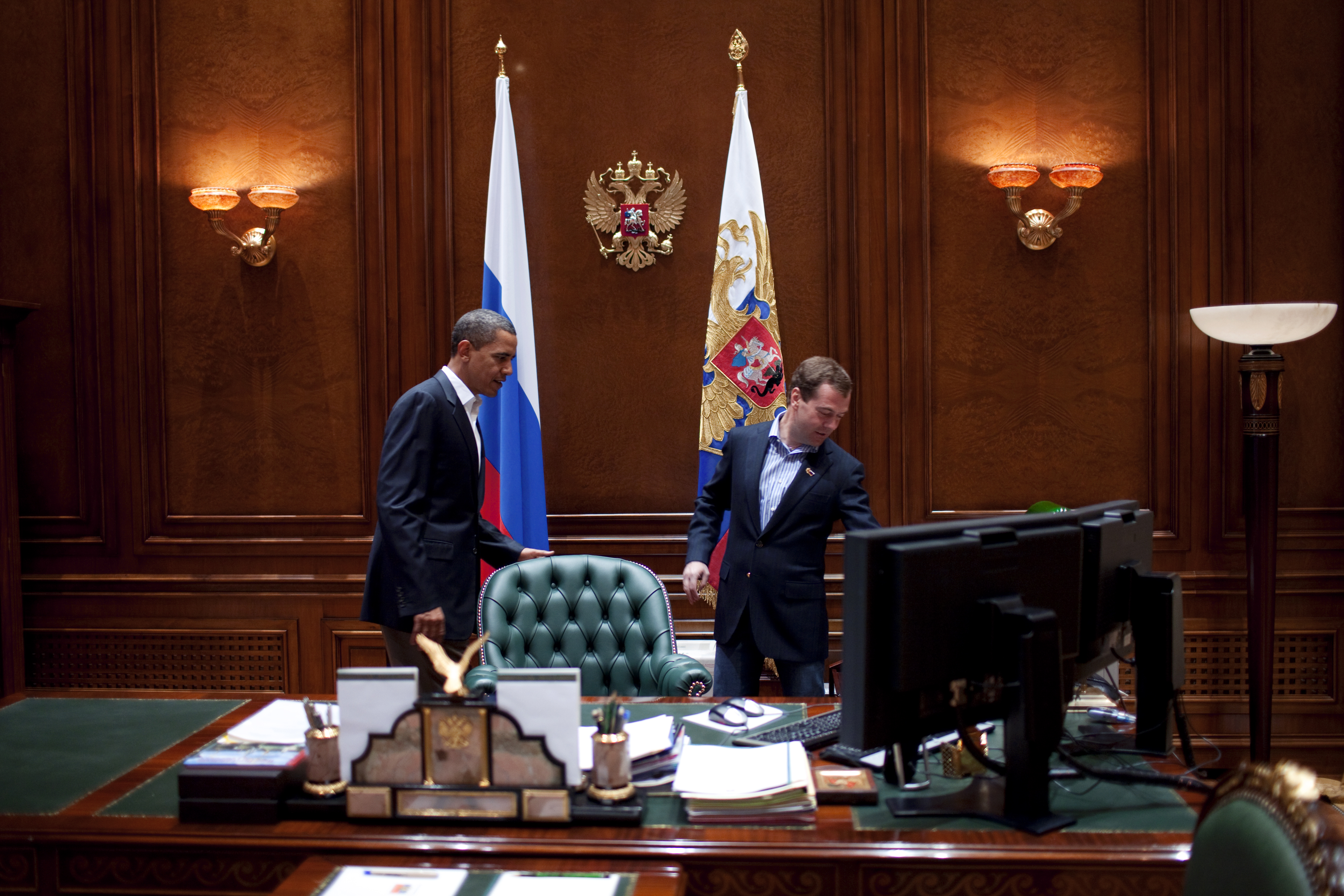
باراک اوباما، رئیس‌جمهور آمریکا و دیمیتری مدودف، رئیس‌جمهور روسیه، در داچای مدودف در حومه مسکو، ۲۰۰۹

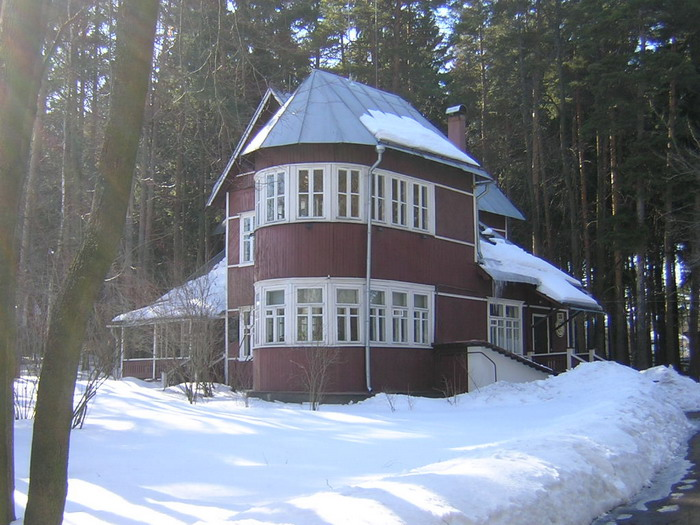
داچای بوریس پاسترناک در پردلکینو، در نزدیکی مسکو

خانه‌های تفریحی دولتی که برای مقامات دولتی، دانشگاهیان، پرسنل نظامی و سایر افراد مهم اختصاص داده شده‌اند госдача «گوسداچا» نامیده می‌شوند (مخفف государственная дача gosudarstvennaya dacha — «داچای دولتی»). در روسیه مدرن، آژانس اموال فدرال روسیه همچنان مالک املاک متعددی در سراسر کشور است که اغلب با شرایط غیربازاری به مقامات دولتی اجاره داده می‌شوند. رئیس‌جمهور روسیه اقامتگاه‌های داچایی رسمی در نوو-اوگاریوو و زاویدوو دارد.  گوسداچاها در کوماروو و پردلکینو، ژوکوکا، بارویخا، و اوسوو و روبلیوفکا در مسکو محل سکونت بسیاری از روشنفکران و هنرمندان دوران شوروی هستند. ولادیمیر پوتین، رئیس‌جمهور روسیه، یک داچا در کارلین ایسموس، در قالب بخشی از یک شرکت تعاونی به نام اوزرو (Ozero), و یکی دیگر در سوچی دارد.

### داچاهای ممتاز مدرن
در دوران مدرن، ظهور طبقه جدیدی در جامعه روسیه (روس‌های جدید) بُعد جدیدی به مفهوم داچا بخشیده است. (برخی از روس‌های ثروتمند اصطلاح «کلبه» را برای خانه‌های روستایی خود ترجیح می‌دهند)
با هزینه‌های ساخت‌وسازی که اغلب به میلیون‌ها دلار آمریکا می‌رسد، داچاهای ممتاز این کشور هیچ شباهتی به داچاهای کوچک دوران شوروی ندارند. این داچاها که از نظر اندازه و دکوراسیون با عمارت‌ها و کاخ‌ها قابل مقایسه هستند، به نمایشی استادانه از جایگاه اجتماعی، ثروت و قدرت تبدیل شده‌اند. اکثر داچاهای ممتاز با آجر و بتن ساخته می‌شوند، برخلاف داچاهای طبقه متوسط که عمدتاً با چوب ساخته می‌شوند.
روس‌های ثروتمند همچنین بسیاری از خانه‌های ییلاقی اشراف در دوران تزاری و خانه‌های ییلاقی هنرمندان و روشنفکران در دوران شوروی را خریداری کرده‌اند.

## داچاها و جرم
سرقت برای داچاها غیرمعمول نیست. معمولاً داچاها یا بدون نظارت هستند یا فقط یک نگهبان از کل ملک مراقبت می‌کند. در تلاش برای جلوگیری از این سرقت‌ها، صاحبان داچاها اغلب در پایان تابستان همه چیزهای باارزش را به آپارتمان‌های خود در شهر برمی‌گردانند. معمولاً ظروف، ابزار و لباس‌ها دزدیده می‌شوند. افراد بی‌خانمان و مجرمان اغلب در پاییز و زمستان که صاحبان خانه‌ها حضور ندارند، از داچاها استفاده می‌کنند. گاهی اوقات افراد زیر سن قانونی داچاهای بدون نگهبان را به عنوان سرگرمی آتش می‌زنند.
سارقان همچنین با هدف سرقت فلزات غیرآهنی مانند طلا، مس و نقره به داچاها دستبرد می‌زنند. این اتفاق در سال ۲۰۰۰ برای ایگور لبدف، رهبر حزب لیبرال دموکرات روسیه، رخ داد. دو مرد در منطقه اودینتسوو وارد داچای او شدند و پس از آن توسط مأموران پلیس متوقف شدند. مطبوعات پلیس شهر مسکو ادعا می‌کنند که جمع‌آوری‌کنندگان فلزات غیرآهنی مشکل بزرگی برای منطقه مسکو هستند و آنها از چندین منطقه مختلف نزدیک می‌آیند.
به دلیل شیوع بیشتر سوء مصرف مواد مخدر، اکنون شقایق‌ها بیشتر از داچاها دزدیده می‌شوند. به همین دلیل است که پرورش بیش از دو بوته خشخاش اکنون جرم محسوب می‌شود. در سال ۲۰۰۸، مردان ناشناس ۱۰ داچا، از جمله داچای معروف «زلیونایا بودکا» (روسی: Зелёная Будка، غرفهٔ سبز) را سرقت کردند. که متعلق به شاعر مشهور روسی آنا آخماتووا در شهرک لیتفوندا در کوماروو بود.
در سال ۲۰۰۲، یاکوف تیلیپمن، شهروند ایالات متحده، که نماینده منافع «گروه کرملیوفسکایا» بود، در انجمن باغبانی حفاظت‌شده «یاگودکا» (روسی: Ягодка) در اوپالیخا در منطقه کراسنوگورسک مسکو مورد اصابت گلوله قرار گرفت. در سال ۲۰۰۸، سارقان با لباس‌های مستتر از حصار بالا رفتند و وارد داچای الکساندر تسکالو، مجری تلویزیون، در کراسنوگورسک شدند، جایی که بستگان او را طناب‌پیچ و سرقت کردند.